# Gladiolus unguiculatus
Gladiolus unguiculatus es una especie de gladiolo que se encuentra en África.   

## Descripción
Gladiolus unguiculatus, es una hierba que alcanza un tamaño de 30-60 cm de altura; con el cormo de 1,5-2,5 cm de diámetro, fuera rojo a menudo oscuro; tallo con 2-3 hojas totalmente de revestimiento, de 6-9 cm de largo; en pico erecto con 10-18 flores de color crema, tépalos superiores purpúreas claras a púrpura profundo, las 3 más bajas cada uno con color morado oscuro que marca en el tercio superior, rodeado por un área más clara, a veces con una mancha oscura en la base de los tépalos dorsales en forma de lanza.

## Ecología
Se encuentra en la sabana (en temporada) en suelos húmedos; prados; en  los suelos arenosos; suelos poco profundos; marigots; bosques abiertos; praderas arboladas; afloramientos rocosos; a una altitud de 30 a 2200 metros.
Es confundido con Gladiolus atropurpureus, pero con la morfología del cormo y flor diferente.

## Taxonomía
Gladiolus unguiculatus fue descrita por Peter Goldblatt y publicado en J. Linn. Soc., Bot. 16: 178. 1877.
Etimología
Gladiolus: nombre genérico que se atribuye a Plinio y hace referencia, por un lado, a la forma de las hojas de estas plantas, similares a la espada romana denominada "gladius". Por otro lado, también se refiere al hecho de que en la época de los romanos la flor del gladiolo se entregaba a los gladiadores que triunfaban en la batalla; por eso, la flor es el símbolo de la victoria.
unguiculatus: epíteto latíno que significa "con una garra"
Sinonimia
- Antholyza cabrae De Wild.
- Antholyza djalonensis A.Chev.
- Antholyza fleuryi A.Chev.
- Antholyza labiata Pax
- Antholyza sudanica A.Chev.
- Antholyza thonneri De Wild.
- Gladiolus bakeri Klatt
- Gladiolus brevicaulis Baker
- Gladiolus cabrae (De Wild.) N.E.Br.
- Gladiolus cochleatus Baker
- Gladiolus labiatus (Pax) N.E.Br.
- Gladiolus thonneri (De Wild.) Vaupel[6][7]